# بوفيشة
بوفيشة هي إحدى مدن الجمهورية التونسية، تقع في ولاية سوسة. في عام 2004 كان عدد سكانها 8700 نسمة.

### مواضيع ذات علاقة
- ولاية سوسة.